# Pfahlbausiedlung von San Francesco

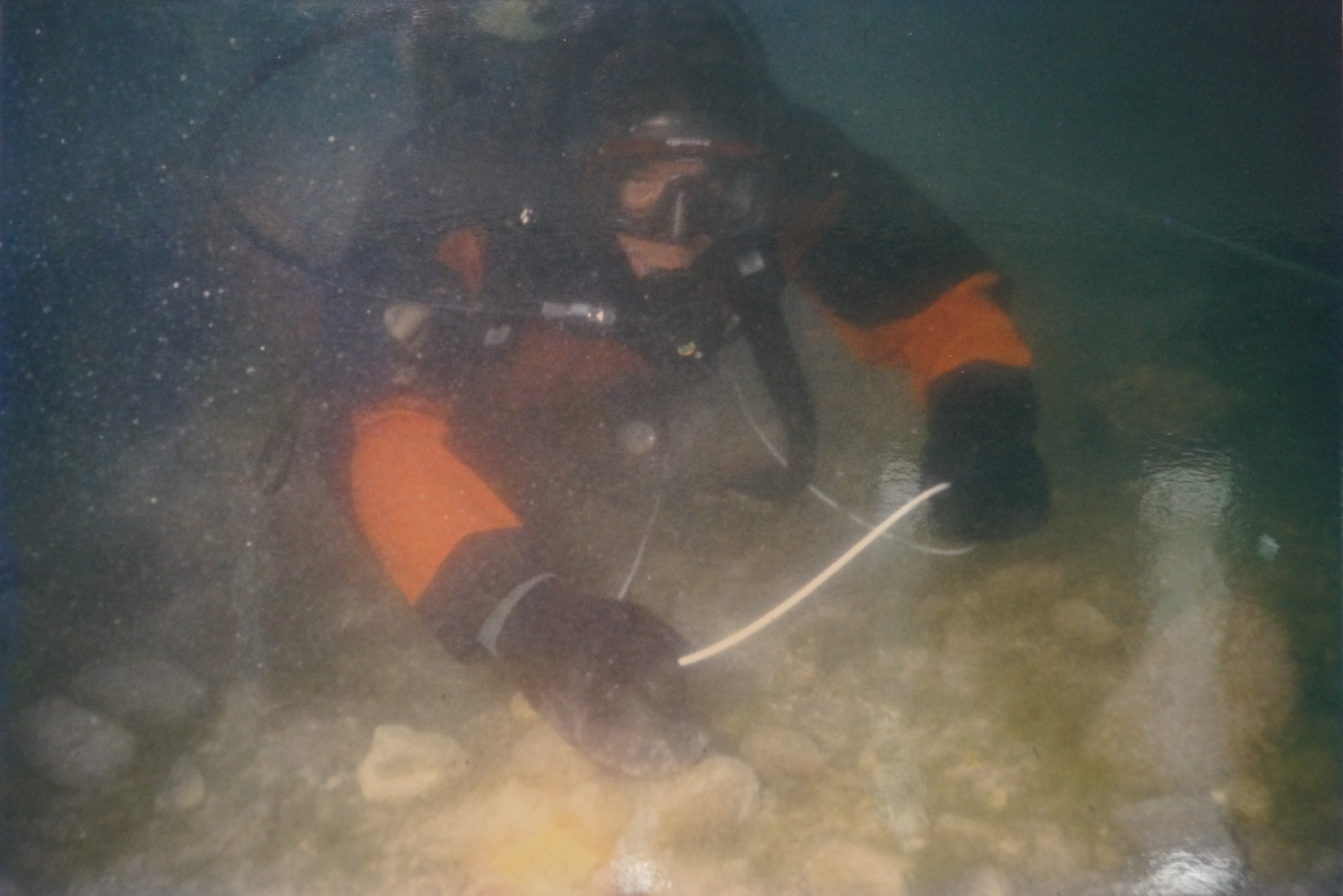
Untersuchungen an der Pfahlbausiedlung von San Francesco

Die Pfahlbausiedlung von San Francesco (italienisch Palafitta di San Francesco) war eine bronzezeitliche Seeufersiedlung am Gardasee auf dem Gebiet der italienischen Gemeinde Sirmione etwa 1,1 km südwestlich des Yachthafens Sirmione 2. Sie gilt als assoziierte Station der 111 Prähistorischen Pfahlbauten um die Alpen, die 2011 in die Liste des UNESCO-Welterbes aufgenommen wurden.

## Entdeckung
Die Pfahlbausiedlung von San Francesco wurde von dem Hobbytaucher und Hobbyarchäologen Roberto Bisoli im Jahre 1989 etwa 50 m vom Ufer bei dem Campingplatz San Francesco an der Westseite der Halbinsel von Sirmione entdeckt. Hierbei barg er eine bronzene Dolchklinge aus der mittleren Bronzezeit, den Schaft einer Bronzenadel und Keramikscherben, die nicht genauer datiert werden konnten. Die Stätte war etwa 75 m lang und 40 m breit und hatte eine Ausdehnung von etwa 3000 m². 
2006 nahm man von 20 Stämmen, die senkrecht im Seegrund steckten, Proben und untersuchte sie dendrochronologisch und dendrologisch. 10 der Stämme wurden als Zerreichen (50 %) und 10 als Kornelkirschen (50 %) identifiziert. Vier der Eichenstämme konnten dendrochronologisch datiert werden. Die äußeren Ringe der Eichenpfähle datierten in die Zeit von 1967 ± 10 v. Chr. bis 1848 ± 10 v. Chr. Der älteste Stamm verfügte jedoch nur über Kernholz und so konnte nur durch Zuzählung der Mindestanzahl von 12 Splintholzringen das früheste Fälldatum dieses Stamms auf 1955 ± 10 v. Chr. bestimmt werden. Der jüngste Stamm verfügte über Splintholz und so konnte sein Fälldatum auf 1847–45 ± 10 v. Chr. datiert werden. Man vermutet, dass alle Stämme zu dieser Zeit gefällt wurden. Parallel zu diesen Daten wurde auch eine Radiokarbondatierung vorgenommen. Man erhielt ein unkalibriertes Radiokarbonalter von 3267 ± 22 BP, was kalibriert dem 17.–16. Jahrhundert v. Chr. entspricht.